# Ronde van Campanië 1940
De veertiende editie van de wielerwedstrijd Ronde van Campanië vond plaats op 28 juli 1940. De wedstrijd startte in Napoli en finishte 225 kilometer later in Napoli. De Italiaan Gino Bartali won de wedstrijd. Acht renners werden als negende geclassificeerd.

## Uitslag
| Plaats  | Naam                  | Ploeg     | Tijd     |
| ------- | --------------------- | --------- | -------- |
| Winnaar | Gino Bartali          | Legnano   | 6u47'18" |
| 2       | Pietro Rimoldi        | Olympia   | + 3’48"  |
| 3       | Osvaldo Bailo         | Gerbi     | z.t.     |
| 4       | Serafino Santambrogio |           | z.t.     |
| 5       | Mario Vicini          | Gloria    | z.t.     |
| 6       | Glauco Servadei       | Gloria    | z.t.     |
| 7       | Cesare Del Cancia     | Viscontea | z.t.     |
| 8       | Quirico Bernacchi     |           | z.t.     |

Sjabloon:Navigatie Ronde van Campanië